# Sematophyllum integrifolium
Sematophyllum integrifolium är en bladmossart som beskrevs av Thériot 1910. Sematophyllum integrifolium ingår i släktet Sematophyllum och familjen Sematophyllaceae. Inga underarter finns listade i Catalogue of Life.